# Perizoma aurantaria
Perizoma aurantaria là một loài bướm đêm trong họ Geometridae.